# Malamir di Bulgaria
Malamir (in bulgaro Маламир?; ... – 836) fu khan di Bulgaria della casata di Krum e  governò il Primo Impero bulgaro dall'831 all'836.

## Origine e ascesa al trono
Malamir fu il terzo e più giovane figlio di Khan Omurtag e nipote di Khan Krum, fondatore della potente dinastia omonima. Salì al trono nel 831, i seguito alla morte prematura del fratello maggiore Zvinica e alla detronizzazione dell'altro fratello, Enravota (o Voin), a causa delle sue simpatie per il cristianesimo.

## Regno
Malamir, giovane sovrano della casata di Krum, ordinò l’esecuzione del fratello Enravota, reo di non voler rinunciare al cristianesimo, religione vista con sospetto nell’élite proto-bulgara dell’epoca.
Durante il suo regno (831–836), Malamir proseguì l’opera edilizia intrapresa dal padre Omurtag, completando tra l’altro il sistema di approvvigionamento idrico di Pliska, capitale bulgara. Sul fronte militare, sotto il comando del generale Kavkhan Isbul, l’Impero bulgaro conquistò Plovdiv, città strategica per il controllo della Via Militaris, fondamentale asse viario della Penisola balcanica.
Dal punto di vista diplomatico, Malamir cercò di mantenere rapporti stabili con il Regno franco e con l’Impero bizantino, pur reagendo con forza alle violazioni del trattato di pace da parte dell’imperatore Teofilo nel 836.

### Guerra con l'Impero bizantino
Nel 836, l'imperatore bizantino Teofilo violò il trattato di pace trentennale stipulato con Khan Omurtag, e intraprese una campagna militare contro la Bulgaria. La reazione bulgara fu rapida e decisa: le truppe, guidate dal generale Kavkhan Isbul, penetrarono in territorio bizantino, spingendosi fino a Edirne.
Successivamente, l'esercito bulgaro si diresse verso Plovdiv (l’antica Philippopolis). Dopo una fase di negoziati con i residenti, la città fu pacificamente integrata nei confini della Bulgaria. Questo evento rappresentò un significativo successo strategico.
All’epoca, Plovdiv rivestiva un ruolo cruciale:
- Permetteva il controllo della regione montuosa dei Rodopi.
- Consentiva l’interruzione della Via Militaris (Via Diagonalis), una via romana che collegava Sigindunum (Belgrado), Serdica (Sofia), Salonicco e Costantinopoli.

Questi eventi furono immortalati in una iscrizione su pietra nota come Cronaca di Malamir, una delle principali fonti materiali per lo studio del suo regno.

## Morte
Nel 836, la morte improvvisa e misteriosa di Khan Malamir mise fine a un regno breve ma strategicamente significativo. Malamir non lasciò discendenti diretti, pertanto la successione passò al giovane Presian I, figlio di suo fratello Zvinica.